# Marin Čilić
Marin Čilić (Međugorje, Iugoslàvia, 28 de setembre de 1988) és un jugador professional de tennis croat. Ha guanyat divuit títols individuals entre els quals destaca el US Open 2014. Ha disputat dues finals de Copa Davis amb victòria l'edició de l'any 2018 com a principal artífex i ha arribat al número 3 del rànquing individual.

## Biografia
Cilic va néixer en una família bosniocroata i va créixer a Krstine, Međugorje, un poble d'Hercegovina. El seu pare, Zdenko, estava decidit en fer que tan Marin, com els seus germans grans Vinko i Goran, i el petit Mile, fossin tots esportistes. Marin va començar a jugar a tennis quan van construir la primera pista a la localitat l'any 1991. Per recomanació de l'ex-tennista croat Goran Ivanišević, es va traslladar a San Remo el 2004 per continuar els seus entrenaments sota les ordres de Bob Brett, antic entrenador d'Ivanišević.
El 28 d'abril de 2018 es va casar amb la seva xicota de molts anys Kristina Milković, amb la qual van tenir un fill Baldo.

## Torneigs de Grand Slam

### Individual: 3 (1−2)
| Resultat  | Núm. | Any  | Torneig          | Oponent       | Marcador                   |
| --------- | ---- | ---- | ---------------- | ------------- | -------------------------- |
| Guanyador | 1.   | 2014 | US Open          | Kei Nishikori | 6−3, 6−3, 6−3              |
| Finalista | 1.   | 2017 | Wimbledon        | Roger Federer | 3−6, 1−6, 4−6              |
| Finalista | 2.   | 2018 | Open d'Austràlia | Roger Federer | 2−6, 7−6(5), 3−6, 6−3, 1−6 |

## Jocs Olímpics

### Dobles masculins
| Any  | Campionat                   | Parella    | Oponents                 | Resultat         |
| ---- | --------------------------- | ---------- | ------------------------ | ---------------- |
| 2020 | Jocs Olímpics, Tòquio, Japó | Ivan Dodig | Nikola Mektić Mate Pavić | 4−6, 6−3, [6−10] |

## Palmarès

### Individual: 37 (21−16)
| Llegenda (pre/post 2009)                                 |
| -------------------------------------------------------- |
| Grand Slams (1−2)                                        |
| Tennis Masters Cup / ATP Finals (0−0)                    |
| ATP Masters Series / ATP World Tour Masters 1000 (1−0)   |
| ATP International Series Gold / ATP World Tour 500 (2−4) |
| ATP International Series / ATP World Tour 250 (17−10)    |

| Títols per superfície |
| --------------------- |
| Dura (16−9)           |
| Gespa (3−3)           |
| Terra batuda (2−4)    |

| Resultat  | Núm. | Data                   | Torneig                     | Superfície   | Oponent               | Marcador                   |
| --------- | ---- | ---------------------- | --------------------------- | ------------ | --------------------- | -------------------------- |
| Guanyador | 1.   | 23 d'agost de 2008     | New Haven, Estats Units     | Dura         | Mardy Fish            | 6−4, 4−6, 6−2              |
| Guanyador | 2.   | 11 de gener de 2009    | Chennai, Índia              | Dura         | Somdev Devvarman      | 6−4, 7−6(3)                |
| Guanyador | 3.   | 8 de febrer de 2009    | Zagreb, Croàcia             | Dura (i)     | Mario Ančić           | 6−3, 6−4                   |
| Finalista | 1.   | 11 d'octubre de 2009   | Pequín, Xina                | Dura         | Novak Đoković         | 2−6, 6−7(4)                |
| Finalista | 2.   | 1 de novembre de 2009  | Viena, Àustria              | Dura (i)     | Jürgen Melzer         | 4−6, 3−6                   |
| Guanyador | 4.   | 10 de gener de 2010    | Chennai (2)                 | Dura         | Stanislas Wawrinka    | 7−6(2), 7−6(3)             |
| Guanyador | 5.   | 7 de febrer de 2010    | Zagreb (2)                  | Dura (i)     | Michael Berrer        | 6−4, 6−7(5), 6−3           |
| Finalista | 3.   | 9 de maig de 2010      | Múnic, Alemanya             | Terra batuda | Mikhaïl Iujni         | 3−6, 6−4, 4−6              |
| Finalista | 4.   | 20 de febrer de 2011   | Marsella, França            | Dura (i)     | Robin Söderling       | 7−6(8), 3−6, 3−6           |
| Finalista | 5.   | 31 de juliol de 2011   | Umag, Croàcia               | Terra batuda | Aleksandr Dolgopòlov  | 4−6, 6−3, 3−6              |
| Finalista | 6.   | 9 d'octubre de 2011    | Pequín (2)                  | Dura         | Tomáš Berdych         | 6−3, 4−6, 1−6              |
| Guanyador | 6.   | 30 d'octubre de 2011   | Sant Petersburg, Rússia     | Dura (i)     | Janko Tipsarević      | 6−3, 3−6, 6−2              |
| Finalista | 7.   | 6 de maig de 2012      | Múnic (2)                   | Terra batuda | Philipp Kohlschreiber | 6−7(8), 3−6                |
| Guanyador | 7.   | 17 de juny de 2012     | Londres, Regne Unit         | Gespa        | David Nalbandian      | 6−7(3), 4−3, retirada      |
| Guanyador | 8.   | 15 de juliol de 2012   | Umag                        | Terra batuda | Marcel Granollers     | 6−4, 6−2                   |
| Guanyador | 9.   | 10 de febrer de 2013   | Zagreb (3)                  | Dura (i)     | Jürgen Melzer         | 6−3, 6−1                   |
| Finalista | 8.   | 16 de juny de 2013     | Londres                     | Gespa        | Andy Murray           | 7−5, 5−7, 3−6              |
| Guanyador | 10.  | 9 de febrer de 2014    | Zagreb (4)                  | Dura (i)     | Tommy Haas            | 6−3, 6−4                   |
| Finalista | 9.   | 16 de febrer de 2014   | Rotterdam, Països Baixos    | Dura (i)     | Tomáš Berdych         | 4−6, 2−6                   |
| Guanyador | 11.  | 23 de febrer de 2014   | Delray Beach, Estats Units  | Dura         | Kevin Anderson        | 7−6(6), 6−7(7), 6−4        |
| Guanyador | 12.  | 8 de setembre de 2014  | US Open, Estats Units       | Dura         | Kei Nishikori         | 6−3, 6−3, 6−3              |
| Guanyador | 13.  | 13 d'octubre de 2014   | Moscou, Rússia              | Dura (i)     | R. Bautista Agut      | 6−4, 6−4                   |
| Guanyador | 14.  | 25 d'octubre de 2015   | Moscou (2)                  | Dura (i)     | R. Bautista Agut      | 6−4, 6−4                   |
| Finalista | 10.  | 21 de febrer de 2016   | Marsella (2)                | Dura (i)     | Nick Kyrgios          | 2−6, 6−7(3)                |
| Finalista | 11.  | 21 de maig de 2016     | Ginebra, Suïssa             | Terra batuda | Stan Wawrinka         | 4−6, 6−7(11)               |
| Guanyador | 15.  | 21 d'agost de 2016     | Cincinnati, Estats Units    | Dura         | Andy Murray           | 6−4, 7−5                   |
| Guanyador | 16.  | 30 d'octubre de 2016   | Basilea, Suïssa             | Dura (i)     | Kei Nishikori         | 6−1, 7−6(5)                |
| Guanyador | 17.  | 7 de maig de 2017      | Istanbul, Turquia           | Terra batuda | Milos Raonic          | 7−6(3), 6−3                |
| Finalista | 12.  | 25 de juny de 2017     | Londres (2)                 | Gespa        | Feliciano López       | 6−4, 6−7(2), 6−7(8)        |
| Finalista | 13.  | 16 de juliol de 2017   | Wimbledon, Regne Unit       | Gespa        | Roger Federer         | 3−6, 1−6, 4−6              |
| Finalista | 14.  | 28 de gener de 2018    | Open d'Austràlia, Austràlia | Dura         | Roger Federer         | 2−6, 7−6(5), 3−6, 6−3, 1−6 |
| Guanyador | 18.  | 24 de juny de 2018     | Londres (2)                 | Gespa        | Novak Đoković         | 5−7, 7−6(4), 6−3           |
| Guanyador | 19.  | 13 de juny de 2021     | Stuttgart, Alemanya         | Gespa        | F. Auger-Aliassime    | 7−6(2), 6−3                |
| Finalista | 15.  | 24 d'octubre de 2021   | Moscou                      | Dura (i)     | Aslan Karatsev        | 2−6, 4−6                   |
| Guanyador | 20.  | 31 d'octubre de 2021   | Sant Petersburg (2)         | Dura (i)     | Taylor Fritz          | 7−6(3), 4−6, 6−4           |
| Finalista | 16.  | 2 d'octubre de 2022    | Tel-Aviv, Israel            | Dura         | Novak Đoković         | 3−6, 4−6                   |
| Guanyador | 21.  | 24 de setembre de 2024 | Hangzhou, Xina              | Dura         | Zhang Zhizhen         | 7−6(5), 7−6(5)             |

### Dobles masculins: 2 (0−2)
| Llegenda                          |
| --------------------------------- |
| Grand Slams (0−0)                 |
| Jocs Olímpics Argent (1)          |
| ATP Finals (0−0)                  |
| ATP World Tour Masters 1000 (0−0) |
| ATP World Tour 500 (0−0)          |
| ATP World Tour 250 (0−1)          |

| Títols per superfície |
| --------------------- |
| Dura (0−1)            |
| Gespa (0−0)           |
| Terra batuda (0−1)    |

| Resultat  | Núm. | Data                 | Torneig                     | Superfície   | Parella     | Oponents                     | Marcador         |
| --------- | ---- | -------------------- | --------------------------- | ------------ | ----------- | ---------------------------- | ---------------- |
| Finalista | 1.   | 30 de juliol de 2011 | Umag, Croàcia               | Terra batuda | Lovro Zovko | Simone Bolelli Fabio Fognini | 3−6, 7−5, [7−10] |
| Finalista | 2.   | 1 d'agost de 2021    | Jocs Olímpics, Tòquio, Japó | Dura         | Ivan Dodig  | Nikola Mektić Mate Pavić     | 4−6, 6−3, [6−10] |

### Equips: 3 (1−2)
| Resultat  | Núm. | Data                      | Torneig                         | Superfície       | Equip                                               | Oponents                                                                           | Marcador |
| --------- | ---- | ------------------------- | ------------------------------- | ---------------- | --------------------------------------------------- | ---------------------------------------------------------------------------------- | -------- |
| Finalista | 1.   | 25 − 26 d'octubre de 2016 | Copa Davis, Zagreb, Croàcia     | Dura (i)         | Ivan Dodig Ivo Karlović Franko Škugor               | Federico Delbonis Leonardo Mayer Guido Pella Juan Martín del Potro                 | 2−3      |
| Guanyador | 1.   | 23 − 25 d'octubre de 2018 | Copa Davis, Lilla, França       | Terra batuda (i) | Borna Ćorić Ivan Dodig Mate Pavić Franko Skugor     | Jérémy Chardy Pierre-Hugues Herbert Nicolas Mahut Lucas Pouille Jo-Wilfried Tsonga | 3−1      |
| Finalista | 2.   | 5 de desembre de 2021     | Copa Davis, Madrid, Espanya (2) | Dura (i)         | Borna Gojo Nikola Mektić Mate Pavić Nino Serdarušić | Ievgueni Donskoi Aslan Karatsev Karén Khatxànov Daniïl Medvédev Andrei Rubliov     | 0−2      |

## Trajectòria

### Individual
| Open d'Austràlia | 1R             | 4R             | 4R             | SF             | 4R             | A              | 3R             | 2R          | A           | 3R    | 2R          | F           | 4R          | 4R          | 1R    | 4R |    | 1R | 0 / 15    | 35 – 15   |
| Roland Garros | 1R             | 2R             | 4R             | 4R             | 1R             | 3R             | 3R             | 3R          | 4R          | 1R    | QF          | QF          | 2R          | 1R          | 2R    | SF |    |    | 0 / 16    | 31 – 16   |
| Wimbledon | 1R             | 4R             | 3R             | 1R             | 1R             | 4R             | 2R             | QF          | QF          | QF    | F           | 2R          | 2R          | NC          | 3R    |    |    |    | 0 / 13    | 31 – 13   |
| US Open | A              | 3R             | QF             | 2R             | 3R             | QF             | A              | G           | SF          | 3R    | 3R          | QF          | 4R          | 3R          | 1R    | 4R |    |    | 1 / 13    | 41 – 13   |
| Jocs Olímpics | NC             | 2R             | No celebrat    | No celebrat    | No celebrat    | 2R             | No celebrat    | No celebrat | No celebrat | 3R    | No celebrat | No celebrat | No celebrat | No celebrat | 2R    | NC | NC |    | 0 / 4     | 5 – 4     |
| ATP World Tour Finals | No classificat | No classificat | No classificat | No classificat | No classificat | No classificat | No classificat | RR          | A           | RR    | RR          | RR          | A           | A           | A     |    |    |    | 0 / 4     | 2 – 10    |
| Total Victòries−Derrotes                                                                                                   | 14−13          | 37−25          | 48−21          | 40−22          | 44−22          | 39−19          | 26−12          | 54−21       | 35−19       | 49−24 | 44−22       | 44−20       | 22−19       | 14−12       | 33−23 |    |    |    | 556 – 309 | 556 – 309 |
| Rànquing a final d'any | 71             | 22             | 14             | 14             | 22             | 15             | 37             | 9           | 13          | 6     | 6           | 7           | 39          | 42          | 30    |    |    |    |           |           |
| Llegenda: G: Guanyador; F: Finalista; SF: Semifinalista; QF: Quarts de final; Q: Qualificació; A: Absent; RR: Round Robin; |                |                |                |                |                |                |                |             |             |       |             |             |             |             |       |    |    |    |           |           |